# 다이너스 클럽

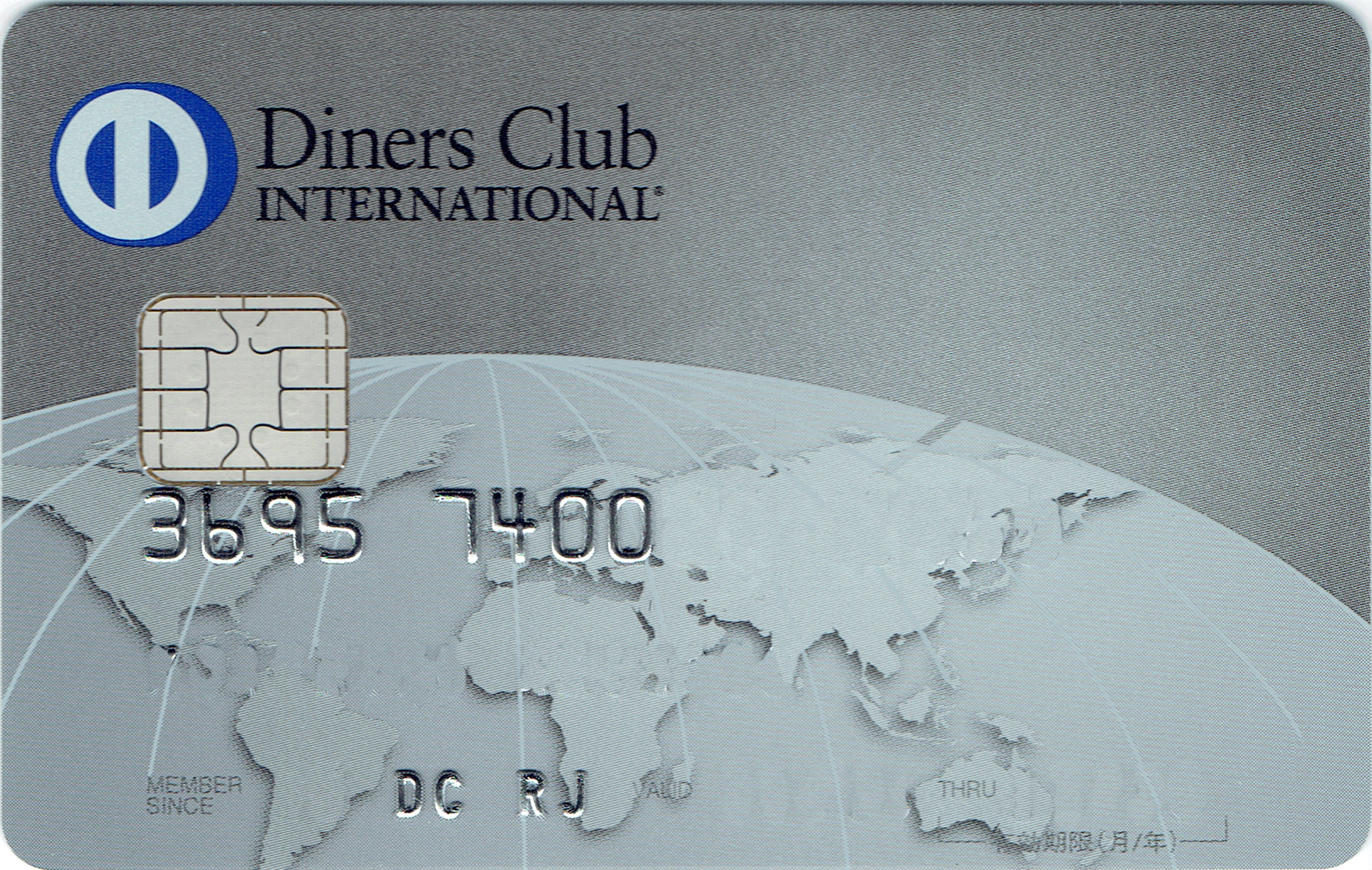
다이너스 클럽 카드

다이너스 클럽 인터내셔널(영어: Diners Club International)은 1950년에 설립된 미국 굴지의 신용카드 회사다.
창립 초창기에는 뉴욕의 14개 레스토랑을 회원으로 차지 카드 방식으로 시작했으며, 세계적인 신용카드사가 되었다.
본래는 씨티그룹의 계열사였으나, 2007년에 일어난 서브프라임 모기지 사태 이후 2008년 7월 1일 디스커버가 씨티그룹으로부터 1억 6,500만 달러에 인수하여 현재는 디스커버의 계열사로 있다. 다이너스와 디스커버는 계열 관계일 뿐 서로 다른 카드 브랜드지만, 디스커버와 제휴한 비씨 글로벌 카드의 뒷면에는 디스커버, 다이너스 클럽, Pulse(디스커버의 ATM망)의 마크가 있다.
아멕스와 더불어 가맹점 수수료가 비싸서, 외국에서는 아멕스처럼 다이너스 클럽에 가맹하지 않은 가맹점이 많기 때문에 주의해야 한다. 또한 국가들마다 가맹점 분포 정도가 다를 수 있다.
해외신판 로열티는 1%를 받으나, 이는 현대카드만의 특수한 케이스로 다른 국가에서는 현대카드보다 로열티가 비싸다. 현대카드와 계약이 만료된 후 다이너스의 대한민국 판권이 비씨카드로 넘어간 후에도 해외신판 로열티는 1%를 유지한다.
다른 카드와 달리 카드 번호는 14자리로 되어 있다.
1국가 1카드사 프랜차이즈 라이선스 체계로 운영하기 때문에, 다이너스가 해당 영업 국가의 카드사들 중 다이너스와 라이선스 계약을 맺은 1개 신용카드사만 이 브랜드의 카드를 발급할 수 있다. 대한민국에서는 다이너스클럽 코리아를 시작으로 이를 인수한 현대카드가 오랫동안 독점 발행해 왔으며, 현대카드와 계약이 만료된 후 비씨카드와 새로 라이선스 계약을 맺고 비씨카드를 통해 발행 중이다.

## 대한민국에서의 다이너스 클럽
대한민국에는 대우그룹이 다이너스 클럽 코리아를 설립하여 운영해 오다가, 2001년 10월 현대캐피탈이 다이너스 클럽 코리아를 인수하여 설립한 현대카드가 다이너스 클럽의 대한민국 라이선스를 이어받았다. 다이너스 클럽은 한 국가에 라이선스를 받을 수 있는 신용카드사를 단 하나만으로 제한하여 독점 운영하기 때문에, 대한민국에서는 다이너스 클럽 코리아를 인수한 국내 업체인 현대카드의 전산 시스템을 기반으로 다이너스 클럽의 라이센스를 독점 취득하여 신용카드를 발행해 왔다. 현대-다이너스 마일리지 신용카드가 유일무이한 다이너스 클럽 신용카드였으며, 대한항공 혹은 아시아나항공 마일리지 제휴형으로 나왔으나 2018년 5월 31일에 신규 발행이 중단됐다.
2019년 12월 31일을 마지막으로 현대카드의 라이선스 계약이 만료되었고, 다이너스 측은 현대카드와 재계약하지 않았다. 다이너스의 모기업인 디스커버는 2019년 11월 26일 비씨카드와 업무 제휴 확대에 합의했으며, 비씨카드가 다이너스 클럽의 대한민국 라이선스를 취득했다. 이에 따라 대한민국 내 다이너스 클럽 주관사는 현대카드에서 비씨카드로 변경된다. 동시에 외국 발행 디스커버 카드와 다이너스 클럽 카드의 대한민국 내 인바운드(전표매입) 업무도 비씨카드가 대행하기로 했다.
2022년 8월 29일에 비씨카드를 통해 다이너스 클럽 포인트/마일리지형 신용카드를 출시하며 다이너스 클럽 카드의 대한민국 발급이 재개됐다.

## 디스커버 인터내셔널
다이너스 클럽이 운영 중인 해외 결제망으로, 대한민국의 비씨카드와 제휴해서 2011년에 출시한 비씨 글로벌 카드가 이 결제망을 이용한다. 외국 발행 디스커버 카드를 대한민국에서 이용하면 비씨카드로 매입사가 찍혀 나온다.
이외에는 북미 지역 한정의 ATM망인 펄스(Pulse)를 운영하고 있다. 펄스는 사실상 디스커버의 ATM망이라고 생각하면 된다. 북미 외 지역에서는 ATM망 이름도 그냥 다이너스 클럽으로만 표기한다.

## 같이 보기
- 씨티그룹
- 현대카드
- 비씨카드
- 우리카드
- 디스커버 카드(모기업 및 비씨 글로벌 제휴사)
- 한국씨티은행